# Liste von Persönlichkeiten aus Claino con Osteno
Diese Liste enthält in Claino con Osteno geborene Persönlichkeiten und solche, die in Claino con Osteno und in Fraktion Righeggia ihren Wirkungskreis hatten, ohne dort geboren zu sein. Die Liste erhebt keinen Anspruch auf Vollständigkeit.

## Persönlichkeiten
(Sortierung nach Geburtsjahr)

### Geistliche und Theologen
- Antonio Muttoni (* um 1460 in Osteno; † nach 1501 ebenda), Priester, Pfarrer von Osteno weiht die Kirche von San Vincenzo in Claino.[1]
- Bernardino Sormani (* um 1510 in Osteno; † nach 1550 ebenda), Sohn von Gian Lorenzo, Priester, Pfarrer von Osteno (1550).[1]
- Domenico Sormani (* um 1530 in Osteno; † nach 1580 in Porlezza), Priester, Propst und Dekan von Porlezza (1550) gewählt von Karl Borromäus.[1]
- Giovan Battista Sormani (* um 1580 in Osteno; † nach 21. Januar 1617 in Claino), Neffe von Bernardino, Priester, erster Pfarrer von Claino (1550).[1] S. 142, 184.
- Francesco Sormani (* um 1600 in Osteno; † nach 1677 in Mailand), Urenkel von Gian Lorenzo, Priester, Kanoniker und Hauptpönitentiar im Mailänder Dom.[1] S. 142.
- Carlo Bartolomeo Piazza (* um 1640 in Claino; † nach 1677 in Rom), Abt, Erzpriester der Kirche Santa Maria in Cosmedin in Rom, er schenkte der Kirche von Claino die Reliquien der Heiligen Innozenz und Viktor (1677).[1] S. 142.
- Federico Blenio (* um 1660 in Osteno; † nach 1693 in Ferno), Priester, Pfarrer von Ferno (4. Januar 1692).[1] S. 142.
- Giovanni Antonio Blenio (* um 1680 in Osteno; † nach 1709 in Osteno), Priester, Pfarrer von Claino dann von Osteno. Am 14. April 1709 errichtete er testamentarisch das Blenio-Erbe.[1] S. 142.
- Ippolito Maria Sormani (* um 1680 in Osteno; † nach 1710 in Osteno), Priester, Rektor des Marienheiligtums von Caravina dann Pfarrer von Osteno (1710).[1] S. 142.
- Giuseppe Maria Sormani (* 1700 in Osteno; † 1768 ebenda), Priester, Pfarrer von Osteno.[1] S. 143, 185.
- Francesco Gerolamo Piazza (* um 1720 in Claino; † 1786 ebenda), Priester, Pfarrer von Claino (1744–1786).[1] S. 186.
- Giuseppe Antonio Sormani (* um 1745 in Osteno; † nach 1786 in Varese), Priester, Pfarrer von Osteno (1771), seit 1786 Kanoniker in der Basilika San Vittore (Varese).[1] S. 143, 187.
- Baldassarre Sormani (* um 1748 in Osteno; † nach 1770 in Varese), Bruder von Giuseppe Antonio, Priester, seit 1786 Kanoniker in der Basilika San Vittore in Varese.[1] S. 143.
- Melchiorre Alberio (* um 1748 in Claino; † nach 1790 ebenda), Priester, Pfarrer in Claino (1790–1797).[1] S. 143, 190–193.
- Carlo Rovida (* um 1800 in Mailand; † nach 1834 in Lugano), Priester, Pfarrer in Claino (1823–1831), Carbonar, Flüchtling in Lugano, hier gründete den Zeitschrift Corriere Svizzero.[1] S. 193–195.
- Stefano Sormani (* um 1810 in Osteno; † nach 1850 in Mailand), Propst in Mailand (1850).[1] S. 143.
- Antonio Giobbi (* um 1820 in Osteno; † nach 1850 in Mailand), Priester, Pfarrer von Gordona (1850).[1] S. 143.
- Serafino Giobbi (* um 1820 in Osteno; † nach 1850 in Origlio), Priester, Pfarrer von Origlio (1850).[1] S. 143.>
- Luigi Giobbi (* um 1840 in Osteno; † nach 1890 in Loggio), Priester, Abschluss in Literaturwissenschaft, dann Professor am Seminario arcivescovile in Mailand, dann Pfarrer von Loggio (1890).[1] S. 143.
- Giuseppe Bernasconi (* um 1880 in Claino; † nach 1900 in Ganna), Priester, Pfarrer von Ganna (1900).[1] S. 143.
- Giovanni Battista Freggi (* um 1900 in Claino; † nach 1970 in Porlezza), Priester, Propst und Dekan von Porlezza (1970).[1] S. 143.
- Giuseppe Fasola (* um 1910 in Claino; † nach 1940 in Corrido), Priester, Pfarrer von Corrido (1940).[1] S. 143.
- Piero Guggiardi (* um 1910 in Claino; † nach 1943 in Castello (Valsolda)), Priester, Pfarrer von Buggiolo und Castello (1940). Militärseelsorger im Rang eines Hauptmanns in Russland bei der italienischen Armee (ARMIR) in den Jahren 1942–1943.[1] S. 143.

### Bildende Künstler

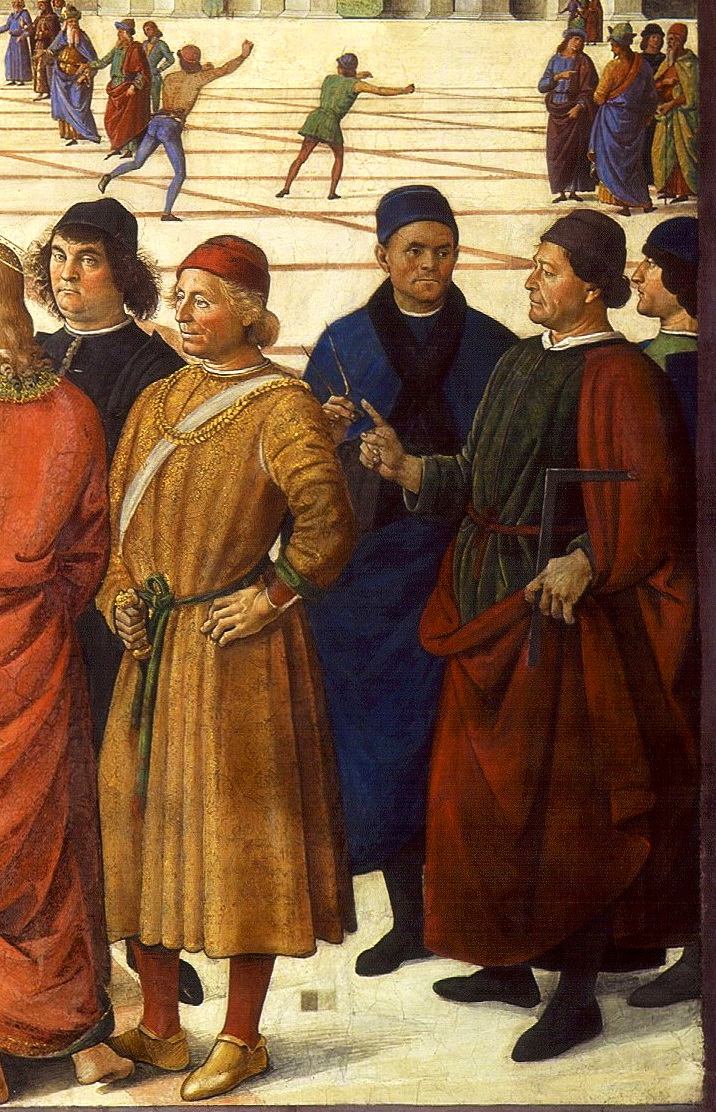
Perugino: Schlüsselübergabe; Porträts von Andrea Bregno und Baccio Pontelli

- Comolo da Osteno (* um 1310 in Osteno; † nach 1348 ebenda), Sohn des Goffredo, Architekt, 1348 erbaute er mit Giovanni da Campione die Preposituralkirche in Bellano[1] S. 63.[2]
- Antonio da Regezia (* um 1360 in Righeggia, frazione der Gemeinde Osteno; † nach 1420 in Osteno), Bildhauer am Mailänder Dom (1389–1390).[1] S. 123. Er schuf 1422 an der Ca’ d’Oro und an der Ca’ del Duca in Venedig[3]
- Paolo da Osteno (* um 1360 in Osteno; † nach 1420 in Osteno), Bildhauer am Mailänder Dom (1389).[1] S. 123.
- Giovanni da Regezia (* um 1380 in Righeggia; † nach 1440 in Osteno), Bildhauer am Mailänder Dom (1406).[1] S. 123.
- Pietro da Regezia (* um 1400 in Righeggia; † nach 1460 in Osteno), Bildhauer am Mailänder Dom und in der Basilica Kirche Santo Stefano in Brolo (1438).[1] S. 123.
- Gaspare da Regezia (* um 1410 in Righeggia; † nach 1470 in Osteno), Bildhauer am Mailänder Dom und er arbeitete in den Marmorbrüchen von Candoglia, um den für den Mailänder Dom bestimmten Marmor auszuwählen.[1] S. 123.
- Giovanni Ricci (* um 1430 in Osteno; † nach 1458/1490 in Ungarn ?), Baumeister[4]
- Martino da Osteno (* um 1440 in Osteno; † nach 1490 ebenda ?), Baumeister an der Pfarrkirche San Sebastiano in Condino[5]
- Antonio und Stefano Tessadri (* um 1440 In Osteno; † nach 1475 in Condino ?), beide Baumeister, schufen am Glockentur der Kirche von Pagne in Condino[1] S. 65.
- Antonio di Rig[esi]o (* um 1450 in Righeggia; † nach 1488 in Venedig), Bildhauer[1]
- Marchiondo Solari (* um 1450 in Osteno; † nach 1499 ebenda ?), Baumeister in Condino[6]
- Sebastiano da Milano (* um 1470 In Osteno; † nach 1525 ebenda ?), Steinmetz und Bildhauer in Venedig[7]
- Francesco Solari (* um 1550 in Claino; † nach 1590 ebenda), Holzschnitzer in der Santa Casa di Loreto.[1] S. 127.
- Domenico de Maffeis (* um 1450 in Claino; † nach 1498 in Friaul ?), Architekt schuf an der Basilika von Aquileia (1491–1498) zusammen mit Sebastiano dal Pozzo aus Osteno, baute di Kapelle von San Canciano (1494) und die Tribuna magna mit Bernardino da Bissone (12. November 1498).[1] S. 128, 129.
- Sebastiano dal Pozzo aus Osteno (* um 1455 in Osteno; † nach 1498 in Friaul ?), Bildhauer, in der Basilika von Aquileia bearbeitete er die vier Marmorplatten, die den Hochaltar tragen.[1] S. 129.
- Giovanni Antonio Comani (* um 1470 in Osteno; † nach 1530 ebenda ?), Bildhauer, realisiert den Tabernakel der Kapelle San Giovanni in der Kirche Santa Maria Assunta in Condino (1505), restauriert die Kirche San Lorenzo, er und sein Sohn Cristoforo schufen vier Brunnen und erbauten die Kirche von San Rocco wieder auf.[1] S. 71.

- Künstlerfamilie Bregno/Blenio [8]
  - Antonio Bregno (* um 1395 in Righeggia; † nach 1460 in Venedig), Sohn von Gabriele, Bruder von Paolo, Bildhauer. Er arbeitete am Palast Ca’ d’Oro unter Matteo Raverti zusammen mit Marco d’Amadio aus Lugano, Giovanni und Bartolomeo Bon aus Campione d’Italia und am Dogenpalast. Als sein Hauptwerk gilt das Grabmal für den Dogen Francesco Foscari in der Kirche Santa Maria Gloriosa dei Frari in Venedig.[9][10][11][12]
  - Paolo Bregno (* um 1400 in Righeggia; † nach 1460 in Venedig), Bruder von Antonio, Bildhauer, Architekt in Venedig. 1457 schuf er an dem grandiosen Grabmal des Dogen Francesco Foscari in Santa Maria Gloriosa dei Frari und später auch am Arco Foscari im Hof des Dogenpalastes. Mit Lorenzo schuf er die Statue des Markuslöwen in Rovigo und die innere Loggia der Procuratie Vecchie in Venedig[9][13]
  - Ambrogio Bregno (* um 1430 in Osteno; † nach 1475 ebenda ?), Bruder von Andrea, Bildhauer in Ferrara[14]
  - Andrea Bregno, auch Andrea da Milano, (1418–1503), Sohn von Cristoforo, bedeutender italienischer Bildhauer im ausgehenden 15. Jahrhundert der Frührenaissance in Ferrara, Siena und Rom.
  - Antonio Rizzo, auch Antonio Bregno genannt, (um 1430–nach 1499), Sohn von Giovanni, Bildhauer und Architekt der Frührenaissance in Venedig.
  - Martino (Bregno?) da Osteno (* um 1425 in Osteno; † nach 1475 in Condino ?), Baumeister, schuf am Glockentur der Kirche San Sebastiano in Condino[1], S. 56.
  - Bernardino Bregno (* um 1445 in Osteno; † 1504 in Vicenza), Sohn von Martino, Bildhauer, Autor des Entwurfs für die Haupttreppe im ersten Stock des Palazzo della Ragione, mit Tommaso schuf die innere Loggia des Bischofspalastes (1495) und den Hauptaltar der Kirche Santa Corona (1500) und schuf viele statuen für di Kirche in Montecchio Maggiore[1] S. 85, 86.[15]
  - Tommaso (Bregno ?) da Rigeggia (* um 1447 in Righeggia; † 1510 in Vicenza ?), Sohn von Bartolomeo, Bildhauer, schuf am Dom zu Como, dann arbeitete er im Vicenza, er schuf drei Statuen für die Kirche San Marcello, mit Bernardino die innere Loggia des Bischofspalastes (1495) und den Hauptaltar der Kirche Santa Corona (1500)[1] S. 63, 86.[16]
  - Giovanni Battista Bregno (* um 1450 in Venedig; † nach 1523 in Venedig?), Sohn des Paolo, Bruder des Lorenzo, Bildhauer. Als sein Hauptwerk gilt der Corpus Christi Altar in der Kathedrale von Cesena, den er 1494 zusammen mit seinem Bruder Lorenzo schuf.[9][17]
  - Battista Rizzo (* um 1465 in Osteno; † nach 1500 ebenda ?), Sohn von Bernardino, Bildhauer in Ferrara[18]
  - Lorenzo Bregno (* um 1470 in Osteno; † Dezember 1523 in Venedig), Sohn des Roberto oder Paolo, Bildhauer, schuf die Statue des Markuslöwen in Rovigo und die innere Loggia der Procuratie Vecchie in Venedig[19][9][1] S. 90.[20][21]
  - Antonio Bregno (* um 1465 in Righeggia; † nach 1509 in Ferrara ?), Sohn des Pietro, ein Italienischer Bildhauer[22]
  - Cristoforo Bregno genannt Stoporone (* um 1470 in Righeggia; † nach 1522 in Ferrara), Sohn des Ambrogio, Bildhauer und Architekt in Ferrara. Er vollendete den Bau des Palazzo Constabile und seiner Skulpturen, schuf den Palazzo dei Diamanti für Sigismondo d’Este und das Altarbild aus Marmor mit dem Salvatore, der Jungfrau, den Engeln und den drei Aposteln für die Kirche der Minoriten.[1] S. 104, 105, 106.[23]
  - Giorgio Bregno (* um 1460 in Osteno; † nach 1502 in Palermo ?), Bildhauer, Mitarbeiter von Pietro de Bonitate an der Cathedrale von Palermo[24]
  - Giovanni Antonio Bregno (* um 1470 in Righeggia; † nach 1509 in Ferrara), Sohn des Ambrogio, Bildhauer in Ferrara[1] S. 104. 105.
  - Rocco (Bregno?) (* um 1475 in Osteno; † nach 1526 in Mongiovino, Fraktion der Gemeinde Panicale), Sohn von Tommaso, Bildhauer, Architekt, Autor des Ziboriums für die Kirche Santa Maria Maggiore in Spello, des Projekts für die Kirche in San Severino Marche, der Restaurierung der Kirche San Francesco und der romanischen Kirche Maria Annunciata in Camerino, Autor des Grabdenkmals des Heiligen Eustizio in seiner Abtei in Piedivalle, einem Ortsteil der Gemeinde Preci, projektierte den Modell der Kirche Santa Maria Gloriosa in Mongiovino. Sein Meisterwerk ist der Hauptaltar der Kirche San Emiliano in Trevi (Umbrien)[1] S. 87, 88.[25]
  - Bernardino Bregno Stoporone (* um 1495 in Righeggia; † nach 1523 in Bologna?), Sohn des Cristoforo, Bildhauer
  - Stefano Bregno (* um 1550 in Righeggia; † nach 1600 ebenda ?), Steinmetz in Kaisersteinbruch[26]
  - Antonius Bregno (auch Premb genannt) (um 1591–nach 1640), Bildhauer, kaiserlicher Hofsteinmetzmeister in Kaisersteinbruch.
  - Hieronymus Bregno (um 1591–1651), Bruder des Antonius, Steinmetzmeister in Kaisersteinbruch und Bildhauer des Barock.

- Künstlerfamilie Buora 
  - Giovanni Buora genannt da Milano (* um 1445 in Osteno; † 1513 in Venedig ?), Sohn des Antonio, Bildhauer, Architekt in Venedig[27][28]
  - Antonio Buora (* um 1460 in Osteno; † nach 1507 in Venedig?), Sohn des Andrea, Neffe des Giovanni, Maler[1]
  - Antonio Buora (* um 1485 in Osteno ?; † nach 13. November 1538 in Venedig), Sohn des Giovanni, Bildhauer, Architekt[1]
  - Andrea Buora (* um 1490 in Osteno ?; † 1546 in Venedig), Sohn des Giovanni, Bildhauer, Architekt[1]

- Familie Comani/Comanedi 
  - Albertino Comanedi (* um 1445 in Osteno; † 1517 in Condino ?), Sohn von Bernardo, Architekt in Osteno (Pfarrkirche Santi Pietro e Paolo) und in Condino (Pfarrkirche Santa Maria Assunta) und Gemeindehaus (1505–1515)[1] S. 66–68.[29]
  - Giacomo Comanedi (* um 1468 in Osteno; † vor 9. August 1492 in Condino ?), Sohn von Albertino, Architekt in Condino.[1] S. 69, 75, 227.
  - Albertino Comanedi (* um 1460 in Osteno; † nach 1507 ebenda ?), Architekt in Condino und Bleggio Superiore in der Kirche Santi Dionisio, Rustico ed Eleuterio Martiri[30]
  - Luguzzone oder Lucio Comanedi (* um 1480 in Osteno; † um 1535 in Storo), Sohn von Albertino, Baumeister erbaute die Pfarrkirche San Floriano in Storo[1] S. 68–69.
  - Cristoforo Comani (* um 1460 in Osteno; † nach 1507 ebenda ?), Architekt in Condino und Bleggio Superiore in der Kirche Santi Dionisio, Rustico ed Eleuterio Martiri[31]

- Luigi Capponi, auch Luigi di Giampietro, Luigi di Pietro, Aloysius Petri Capponis de Mediolano, (um 1450–nach 1506), italienischer Bildhauer der Frührenaissance im ausgehenden 15. Jahrhundert.[1] S. 121, 122.

- Familie Porta 
  - Antonio della Porta (um 1470–um 1520) genannt Tamagnino, Sohn von Giacomo, Bruder von Guglielmo und Bartolomeo, Bildhauer, Architekt tätig an der Certosa di Pavia, Pavia, Brescia und Genua.
  - Tommaso della Porta (* um 1530 in Osteno; † nach 1587 in Rom), Bildhauer, schuf mit Lorenzo Sormani die Statue des Heiligen Petrus auf der Trajanssäule[1] S. 80–81.
  - Giovanni Francesco Porta (* um 1550 in Osteno; † nach 1620 ebenda ?), Bruder von Lorenzo, Bildhauer schuf an der Kirche Santa Maria Maggiore (Bergamo)[32]
  - Lorenzo Porta (* um 1553 in Osteno; † nach 1620 ebenda ?), Bruder von Giovanni Francesco, Bildhauer schuf an der Kirche Santa Maria Maggiore in Bergamo[33]

- Künstlerfamilie Sormani/o 
  - Lorenzo Sormani (* um 1450 in Osteno; † um 1500 ebenda ?), Baumeister in Condino[34]
  - Pace Antonio Sormani (* um 1477 in Osteno; † nach 1536 in Savona ?), Sohn von Giovan Battista, Bildhauer und Architekt in Savona, realisiert die Wallfahrtskirche Nostra Signora della Misericordia im Ortschaft Santuario bei Savona, ein Tiefrelief in der Stiftskirche San Biagio in der Fraktion Finalborgo der Gemeinde Finale Ligure[1] S. 78–80.
  - Giovanni Lorenzo Sormani (* um 1480 in Osteno; † nach 1540 in Mondovì ?), Sohn von Giovan Battista, Bildhauer in Mondovì[35], Finale Ligure und Condino (Hauptportal der Pfarrkirche Santa Maria Assunta): IO.LAV. SORMANUS D. HOSTENO MEDIOLAN. SC. IDXXXVI[1] S. 72–75.[36][37]
  - Lorenzo Sormani (* um 1535 in Osteno; † nach 1587 in Rom), Sohn von Pace Antonio, Bildhauer und Architekt in Rom, schuf die Statue des Heiligen Paulus in der Kirche San Pietro in Montorio, die Statue von Papst Pius V., der Sockel des bronzenen Pferdes von Mark Aurel im Campidoglio, den Brunnen auf der Piazza Rotonda und die Venus-Statue, die Kardinal Montepoliziano dem König von Spanien schickte und die Statue des Heiligen Petrus auf der Trajanssäule[1] S. 80–81.
  - Giovanni Antonio Sormani (* um 1537 in Osteno; † 21. Oktober 1575 in Madrid), Sohn von Pace Antonio, Bildhauer in Rom und dann Architekt für Philipp II. (Spanien) in Madrid, Segovia und Toledo[1] S. 82–83.

- Künstlerfamilie Mariani [38]
  - Sebastiano (Mariani) da Milano (* um 1470 in Osteno; † um 1525 in Venedig), italienischer Bildhauer[38]
  - Geronimo Mariani (* um 1520 in Osteno; † nach 1550 in Lackenbach ?), Architekt tätig im Schloss Lackenbach in Ungarn.[38][39]
  - Felice und Mariano de Mariani (* um 1570 in Osteno; † nach 1600 in Prag?), Malern 1600 tätig in Prag.[38]

- Künstlerfamilie Prestinari 
  - Michele Prestinari (* um 1545 in Claino; nach 1600 in Mailand), Vater von Marco Antonio und Cristoforo, Bildhauer, schuf in Mailänder Dom (1594–1597) und mit Pompeo Leoni am Retablo Major für den Real Sitio de San Lorenzo de El Escorial[40][1] S. 124.[41]
  - Michelangelo Prestinari (* um 1550 in Claino; nach 1600 in Mailand), Bruder von Michele, Bildhauer, schuf in Mailänder Dom die Statuen von San Policarpo und Sant’Ignazio (1596).[1] S. 124.
  - Marco Antonio Prestinari (um 1570–1621), Sohn von Michele, Bildhauer in Lainate, Mailänder Dom (1605–1621), Arona, Saronno und Sacro Monte di Varese
  - Cristoforo Prestinari oder Cristoforo Giovanni (um 1570–August 1623), Sohn von Michele, Bildhauer in Mailand, Sacro Monte di Varese und Sacro Monte d’Orta
  - Giovanni Domenico Prestinari (* um 1580 in Claino; † 10. Juni 1648 in Mailand), Sohn von Michele, Bildhauer am Mailänder Dom (1632–1637), in Rom in der Kirche San Crisogono und im Petersdom (1647)[42][43][1] S. 124, 125.[44]
  - Michele Prestinari (* um 1600 in Claino; † um 1650 ebenda), Sohn von Cristoforo, Maler, schuf im Mailänder Dom.[1]S. 124.
  - Gerolamo Prestinari (* um 1600 in Claino; † um 1650 ebenda), Sohn von Marco Antonio, Bildhauer in Mailand in der Kirche Sant’Angelo (1630).[1] S. 124, 127.
  - Francesco Prestinari (* um 1610 in Claino; † um 1660 ebenda), Stuckkünstler, im Oratorium Santa Giulia bei Claino schuf acht Statuen aus Stuck (1640)[1] S. 127, 232.[45][1] S. 127, 232.

- Vincenzo de Bernardi (* um 1630 in Claino; † um 1690 ebenda), ein Italienischer Maler
- Giuseppe Bianchi (* um 1700 in Osteno; † um 1770 in Wien), Ingenieur, mit Giovanni Battista Ricca aus Pambio-Noranco baute er das Schloss Schönbrunn[1] S. 131, 132, 189.
- Giuseppe Antonio Bianchi (* 1715 in Osteno; † 1777 in Mailand), Architekt. Ab 1748 wurde nach seinen Plänen die Villa Menafoglio Litta Panza in Varese erbaut. Die 1829 vom Architekten Luigi Canonica aus Tesserete erweiterte Anlage enthält heute die Sammlung zeitgenössischer Kunst des Grafen Panza di Biumo. 1760–1764 erbaute er die Villa Rasini Medolago in Limbiate, 10 km nördlich von Mailand. Ferner stammt von ihm der Entwurf des Palazzo Estense (auch Palazzo Ducale genannt) in Varese, der 1766–1773 als Sommerresidenz für Francesco III. d’Este, Herzog von Modena, erbaut wurde.
- Domenico Pagani (* um 1780 in Claino; † 1855 ebenda), am Hauptaltar der Kirche San Vincenzo in Claino ein Paliotto (Antependium) aus Stuckmarmor#Scagliola[1] S. 226.
- Pietro Pagani (* 1811 in Claino; † 1855 ebenda), Sohn von Domenico, Bildhauer, Schuler von Pompeo Marchesi an der Accademia di Belle Arti di Brera wo er erhält den Grossen Preis (1943), schuf in Mailand und Umgebungen. Sein Meisterwerk ist die Statue der „Eva nach der Sünde“, die auf der New Yorker Weltausstellung 1853 präsentiert wurde.[1] S. 133, 135, 136.
- Vincenzo de Bernardi (* um 1820 in Claino; † nach 1860 ebenda), Maler, bemalte das Gewölbe und die Kuppel der Kirche San Vincenzo in Claino.[1] S. 133, 226.
- Onorato Dolci (* um 1840 in Claino; † 1894 ebenda), Baumeister, Unternehmer, er realisierte das Viadukt über den Wildbach Verde in Campomorone bei Genua, verschiedene andere Brücken in Ligurien und seine Villa in Barclaino.[1] S. 137, 138.

### Politiker, Dirigenten, Wissenschaftler, Schriftsteller, Historiker
- Giovanni Battista Prestinari (* um 1630 in Osteno; † nach 1. Juli 1676 ebenda), Gemeindepräsident von Osteno.[1] S. 158.
- Francesco Sormani (* 1820 in Osteno; † 1882 in Venedig), Mathematikprofessor in Brescia, die österreichische Regierung ernannte ihn zum Präfekten von Como, Treviso und Venedig.[1] S. 144.
- Alessandro Giobbi (* um 1910 in Osteno; † 1980 ebenda), Lokalhistoriker, Autor: Testimonianze di Storia e di cronaca del Comune di Claino con Osteno. Osteno 1971.

### Juristen, Adelige, Militärs
- Comolo (oder Romolo da Curte) (* um 1300 in Osteno; † nach 1339 ebenda), Rechtsanwalt und Notar.[1] S. 139–145, 150–163, 187, 190.
- Andreolo Ripa (Riva) (* um 1365 in Osteno; † nach 1427 in Parma), Rechtsanwalt und Notar, erzbischöflicher Kanzler in Parma.[1]
- Giovanni Ripa (* um 1380 in Osteno; † nach 1445 ebenda), Rechtsanwalt und Notar, Schlichter in einem Forststreit zwischen San Fedele Intelvi und Blessagno. Er verkündete ein Urteil vor dem Gericht von Osteno (1445).[1]
- Guglielmo de Regezia (* um 1400 in Righeggia; † nach 1441 ebenda), Rechtsanwalt und Notar.[1]
- Antonio Ripa (* um 1405 in Osteno; † nach 1445 ebenda), Sohn von Giovanni, Rechtsanwalt und Notar. Er übergab eine Kopie des Urteils seines Vaters an die Einwohner von Laino, um es gegen die Gemeinden San Fedele und Blessagno zu verwenden (1445).[1]
- Gerolamo della Porta (* um 1430 in Osteno; † nach 1468 ebenda), Anwalt, er interpretierte das Urteil von Giovanni Ripa vor dem Gericht von Osteno gegen die Gemeinden San Fedele und Blessagno (1468).[1]
- Luchino della Porta (* um 1470 in Osteno; † nach 1500 ebenda), Rechtsanwalt und Notar.[1]
- Francesco de Muttonibus (Muttoni)  (* um 1490 in Osteno; † nach 1520 ebenda), Rechtsanwalt und Notar in Righeggia.[1]
- Giovanni de Muttonibus (Muttoni)  (* um 1490 in Osteno; † nach 1520 ebenda), Sohn von Francesco, Rechtsanwalt und Notar in Righeggia.[1]
- Gian Giacomo Medici genannt Medeghino (1498–1555), Adel, Militär, Condottiere, Herzog von Marignano sowie Markgraf von Musso und Lecco.
- Ercole de Muttonibus (Muttoni)  (* um 1515 in Osteno; † nach 1570 ebenda), Sohn von Giovanni, Rechtsanwalt und Notar in Righeggia.[1]
- Antonio Comanedi (* um 1535 in Osteno; † nach 1578 ebenda), Rechtsanwalt und Notar in Porlezza.[1]
- Giacomo Viscardo (* um 1535 in Osteno; † nach 1578 ebenda), Rechtsanwalt und Notar.[1]
- Giovanni Marliani (1550–nach 1583), Graf von Marliano, Osteno, Cima (Porlezza) und Val d’Intelvi.[1]
- Antonio Blenio (* um 1565 in Osteno; † nach 1600 ebenda), Rechtsanwalt und Notar.[1]
- Giuseppe Sormani (* um 1630 in Osteno; † nach 1676 ebenda), Rechtsanwalt und Notar, Feudalrichter des Gerichts von Osteno.[1]
- Alessandro Sormani (* um 1630 in Osteno; † nach 1. Juli 1676 ebenda), Prätor von Osteno.[1] S. 158.
- Carlo Sormani (* um 1665 in Osteno; † nach 1700 ebenda), Rechtsanwalt und Notar in Osteno.[1]
- Domenico Spinzio (* um 1665 in Barclaino; † nach 1704 ebenda), Rechtsanwalt und Notar, arbeitet einen Kompromiss zwischen Laino und San Fedele aus.[1]
- Giovan Pietro Sormani (* um 1665 in Osteno; † nach 1700 ebenda), Sohn von Carlo, Rechtsanwalt und Notar in Osteno.[1]
- Pietro Francesco Riva Andreotti (* um 1675 in Mailand; † nach 1740 ebenda), Reichsekretär, seit 10. April 1713 Feudalherr von Osteno, Cima  und Val d’Intelvi.[1]
- Melchiorre Riva Andreotti (* um 1705 in Mailand; † nach 1771 ebenda), Graf, Feudalherr von Osteno, Cima  und Val d’Intelvi.[1]
- Gerolamo Maria Blenio (* um 1710 in Osteno; † nach 1750 ebenda), Rechtsanwalt und Notar in Porlezza und Monza.[1]
- Pietro Paolo Blenio (* um 1720 in Osteno; † nach 1750 ebenda), Rechtsanwalt und Notar in Osteno (1750).[1]
- Carlo Fabrizio Sormani (* um 1735 in Osteno; † nach 1779 in Mailand), Rechtsanwalt und Notar in Osteno und Mailand.[1]
- Giovan Pietro Sormani (* um 1745 in Osteno; † nach 1797 in Abbiategrasso), Rechtsanwalt und Notar in Osteno, Kanzler des Magistratsgerichtshofs von Abbiategrasso.[1]
- Giambattista Piazza (* um 1760 in Claino; † nach 1794 ebenda), Rechtsanwalt und Notar.[1]
- Vincenzo Pessina (* um 1770 in Claino; † nach 1806 ebenda), Rechtsanwalt und Notar. Er beteiligte sich an der Revolte von Intelvesen gegen Napoleon.[1]
- Achille Brotti (* um 1870 in Osteno; † nach 1892 ebenda), Militär, Divisionär, als Leutnant zeichnete er 1892 die militärischen Karten des Valle d'Intelvi, war Ratsmitglied der Gemeinde Osteno.[1]
- Ernesto De Bernardi (* um 1870 in Claino; † nach 1900 in Cantù), Rechtsanwalt und Notar.[1]
- Anchise De Bernardi (* um 1910 in Claino; † nach 1970 in Genua), Rechtsanwalt und Notar, Autor des Gedichtbandes Rime del Sentimento, der die Schönheit des Luganersees und des Val d’Intelvi beschreibt.[1]

### Ärzte, Ingenieur
- Bernardo de Fola (* um 1470 in Osteno; † nach 1500 ebenda), Ingenieur.[1]
- Bartolomeo Riva (* um 1570 in Osteno; † nach 1600 ebenda), Arzt.[1]
- Giuseppe Maria Sormani (* 1710 in Osteno; † nach 1752 ebenda), Arzt.[1]
- Gabrio Sormani (* 1730 in Osteno; † nach 1778 ebenda), Arzt.[1]
- Vincenzo Pessina (* 1835 in Claino; † 1. Juni 1908 in Gorgonzola), Arzt in Gorgonzola (1863–1908), Wohltäter, die Gemeinde Gorgonzola widmete ihm eine Straße und ließ eine Tafel an der Fassade des Rathauses anbringen.[1]
- Giovan Battista Piazza (* um 1750 in Osteno; † nach 1780 in Ponte Tresa TI), Arzt in Ponte Tresa.[1]
- Giovan Gabriele Sormani (* 1730 in Osteno; † nach 1800 in Porlezza), Bruder von Gabrio, Arzt in Porlezza (1800).[1]
- Iginio Sormani (* 1862 in Osteno; † 1944 in Mailand), Chefarzt des Ospedale Maggiore (Mailand), Stadtverordneter.[1]
- Attilio Cariboni (* um 1890 in Claino; † nach 1960 in Cantù), Arzt, im Ersten Weltkrieg 1915–1918 war er Sanitätshauptmann bei den italienischen Alpenjäger.[1]